# Caloptilia sassafrasicola
Caloptilia sassafrasicola is een vlinder uit de familie van de mineermotten (Gracillariidae). De wetenschappelijke naam van de soort werd voor het eerst geldig gepubliceerd in 1990 door Liu & Yuan.